# Socotra
Socotra (AFI: /soˈkɔtra/; in arabo سقطرة‎?, Suquṭrā, in somalo 𐒈𐒚𐒎𐒖𐒆𐒖𐒇𐒖, "Suqadara") è la principale isola dell'arcipelago omonimo di quattro isole (le altre sono ʿAbd al-Kūrī, Darsa e Samha, dette anche "Il fratello" e "La sorella") e isolette situate nell'Oceano Indiano, poco al largo del Corno d'Africa, a circa 300 km dalla costa somala e 350 km a sud della Repubblica dello Yemen a cui appartengono. Il centro abitato principale è Hadibu e la popolazione totale è di circa 43 000 abitanti, di ceppo prevalentemente arabo, con minoranze asiatiche e africane.
Dal 2008 l'arcipelago è inserito tra i patrimoni dell'umanità dell'UNESCO.

## Geografia e clima
Gli affascinanti racconti dei pochi viaggiatori approdati sulle isole nel passato parlano di una terra ricca di magie e di stregoni capaci addirittura di rendere l'isola invisibile. In effetti per sei mesi all'anno le isole sono pressoché irraggiungibili a causa delle tempeste monsoniche, e la mancanza di approdi riparati le rende poco ospitali anche nei rimanenti sei mesi. Dopo la riunificazione dello Yemen ha iniziato ad approdare qualche nave ed è stata costruita una pista di atterraggio per gli aerei.
L'arcipelago è composto dall'isola principale di Socotra (3 625 km²) e da tre isole minori, ʿAbd al-Kūrī, Samha, Darsa, oltre ad alcuni scogli disabitati.
L'isola di Socotra è costituita da una piccola piana costiera, altopiani calcarei di tipo carsico e i monti Haghier che arrivano ai 1 525 m s.l.m. L'isola ha un'estensione da nord a sud di circa 30-35 km e da est a ovest di 130 km.
Il clima è tropicale desertico e steppico (classificazione dei climi di Köppen: BWh e BSh) con piogge invernali di intensità moderata e più intense nella parte interna. Nel periodo dei monsoni vi sono forti venti e mare molto mosso.

## Storia
Mentre non è certa l'etimologia del nome dell'arcipelago, forse da collegare al sanscrito Dvipa Sukhadhara o Dvīpa sukhatara, vale a dire "Isola della Felicità" o "Isola felice", non c'è dubbio che Socotra sia la Panchaia citata da Virgilio, in qualche modo ricollegabile al mito della fenice. Alessandro Magno, su consiglio di Aristotele, vi fece venire dei coloni greci, per presidiare i traffici via mare in questo avamposto. I Greci in onore ai Dioscuri, protettori dei marinai, la chiamarono Διοσκορίδου, Dioscuríde, nome con cui viene ricordata nell'anonima trattazione risalente al 40-70 d.C., il Periplus Maris Erythraei, vale a dire dell'Oceano Indiano fino alle coste occidentali del golfo del Bengala, e di Dioscoridis Insula con cui la chiamavano i Romani.
Socotra è ricordata tra gli altri da Cosma Indicopleuste, da Marco Polo, e dai geografi musulmani Yāqūt (m. 1229), al-Qazwīnī (m. 1283), al-Idrīsī (XII secolo) e al-Hamdānī (m. 1538). Secondo la tradizione cristiana l'apostolo Tommaso nel 52 d.C. predicò nell'isola. Vi nacque una fiorente comunità cristiana, soggetta al catholicos nestoriano di Seleucia-Ctesifonte, che vi istituì una sede vescovile, ancora attestata nel XIII secolo.
Per un breve periodo l'isola fu colonizzata dai portoghesi. Sebbene alcune fonti attribuiscano all'esploratore Tristão da Cunha il merito di aver raggiunto Socotra nel XVI secolo per poi proclamarne l'annessione al Portogallo, l'impresa va invece ascritta ad Alfonso de Albuquerque che nel 1507 mise per primo piede sull'isola. A quel tempo il cristianesimo era scomparso da Socotra, ma erano ancora visibili le croci di pietra che sarebbero state erette un tempo dagli abitanti. Nel 1542, durante la sua permanenza sull'isola, san Francesco Saverio trovò un gruppo di persone che sosteneva di discendere dagli abitanti convertiti da san Tommaso. Il vescovo Osorio scrisse a tal proposito che i discoridi, abitanti di Discoride, erano tanto casti da non poter conoscere più di una donna nella vita.
Le isole passarono già nel 1511 sotto il controllo degli Imam di Mascate e dei sultani di Qishn e della regione del Mahra, che così aggiunsero alle loro titolature anche quella di sultano di Socotra. Fu occupata dal Regno Unito nel 1834, in base a un accordo che prevedeva la permanenza britannica nell'isola per solo un quinquennio. L'approdo a Socotra per il rifornimento del naviglio indusse il governo delle Indie a trattarne l'acquisto, finché nel 1886 il Sultano accettò il protettorato della Corona britannica che così la annetté al suo Protettorato di Aden. Con l'indipendenza dello Yemen del Sud il 30 novembre 1967, Socotra passò allo Yemen meridionale nel 1971 ponendo fine a 137 anni di dominio britannico, confluendo poi nello Yemen unificato il 22 maggio 1990. Il capoluogo di Socotra è Hadibu.

## Flora e fauna
Socotra è un'isola molto interessante sotto il profilo naturalistico. Originariamente parte della placca tettonica africano-arabica, rimane isolata a partire dal Terziario, dando vita a un alto numero di endemismi sia vegetali sia animali.

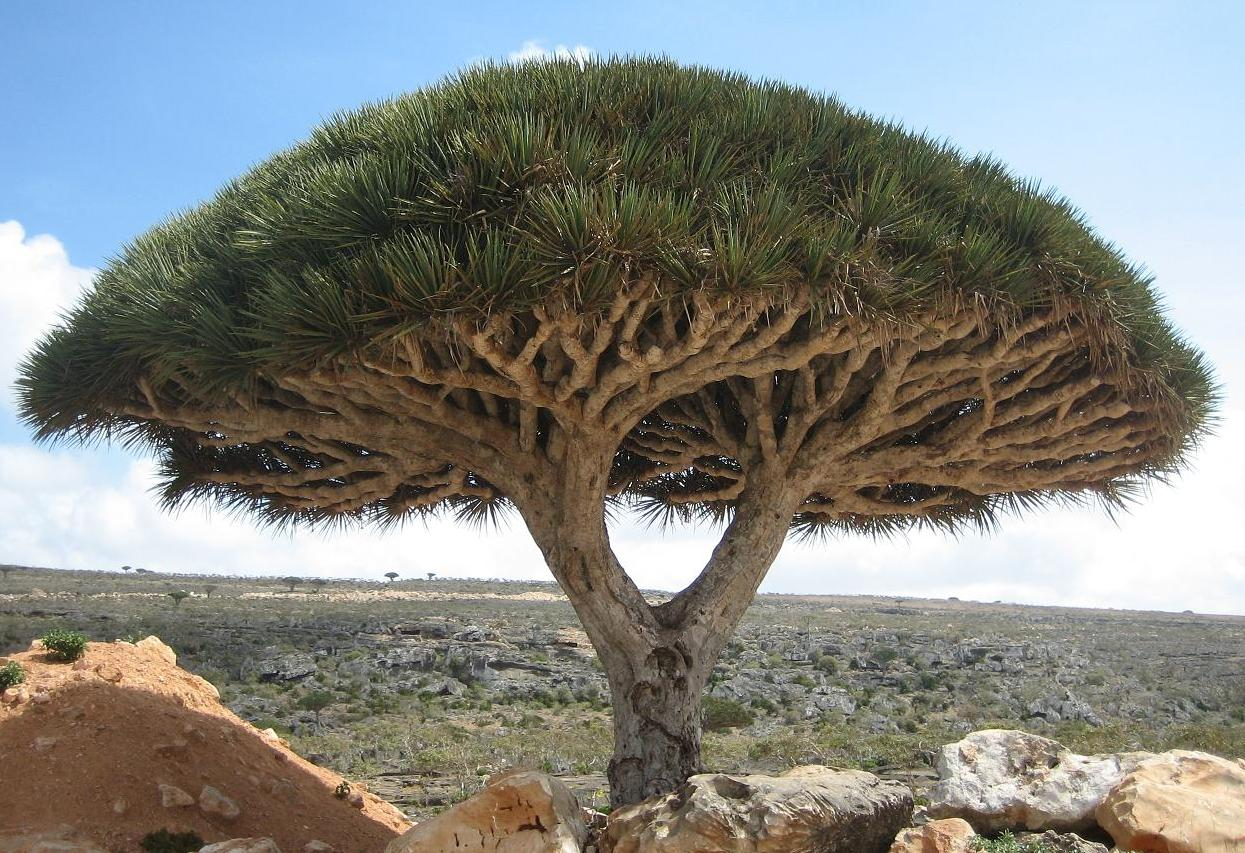
Dracaena cinnabari

Il 37% delle 825 specie di piante presenti sull'isola sono uniche al mondo. Una delle piante più caratteristiche è la dracena drago di Socotra (Dracaena cinnabari), una pianta succulenta dalla caratteristica chioma a forma di ombrello rivoltato, da cui si estrae il "sangue di drago", una resina di colore rosso usata nei tempi antichi sia in medicina, sia come incenso e come colorante. Altre specie degne di menzione sono la succulenta Dorstenia gigas, l'albero del cetriolo (Dendrosicyos socotranus), il melograno di Socotra (Punica protopunica), l'aloe socotrina (Aloe perryi) e la Boswellia socotrana, da cui si ricava un incenso utilizzato localmente.
La popolazione aviaria comprende 192 specie, 44 delle quali vivono sempre sull'isola, mentre 85 sono uccelli migratori, alcuni dei quali sono a rischio di estinzione. Tra le specie più caratteristiche vi sono lo storno di Socotra (Onychognathus frater), la nettarinia di Socotra (Chalcomitra balfouri), lo zigolo di Socotra (Emberiza socotrana), la cisticola di Socotra (Cisticola haesitatus), il passero di Socotra (Passer insularis), il beccogrosso alidorate (Rhynchostruthus socotranus) e il beccamoschino di Socotra (Incana incana).
Oltre il 90% dei rettili è endemico. In mare si contano 253 specie di coralli che danno vita a una barriera, 730 specie di pesci e 300 granchi, aragoste e gamberetti.

## Demografia
La popolazione di Socotra è costituita prevalentemente da arabi, somali, indiani, tollesi e discendenti di schiavi neri africani. La maggior parte degli abitanti appartiene alla tribù di al-Mahra, di origine araba meridionale (dal Governatorato di al-Mahra); si dice che siano particolarmente legati ai gruppi Qara e Mahra dell'Arabia meridionale. Ci sono anche piccoli numeri di residenti di origine somala e indiana. Inoltre, l'isola è abitata da vari popoli dell'Africa nera, che si ritiene siano discendenti di schiavi fuggiaschi.
La lingua semitica soqotri, parlata originariamente solo a Socotra dal popolo di al-Mahra, è collegata a queste altre lingue dell'Arabia meridionale moderna sulla terraferma araba come Mehri, Harsusi, Bathari, Shehri e Hobyot. Il soqotri è parlato anche dalle popolazioni minoritarie di al-Mahra negli Emirati Arabi Uniti e in Qatar e Kuwait.
La maggior parte dei maschi residenti su Socotra è segnalata nella sottoclasse J* dell'aplogruppo Y-DNA J. Diversi dei lignaggi femminili sull'isola, in particolare quelli nell'aplogruppo N del mtDNA, non si trovano in nessun altro posto sulla Terra.
Quasi tutti gli abitanti di Socotra, quasi 50 000 persone, vivono sull'omonima isola. La città principale, Hadibu (con una popolazione di 8 545 abitanti al censimento del 2004); la seconda città più grande, Qalansiya (3 862 abitanti); e Qādʿub (929 abitanti) sono situati sulla costa settentrionale dell'isola di Socotra. Solo circa 450 persone vivono su 'Abd-al-Kūrī e 100 su Samha; l'isola di Darsa e gli isolotti dell'arcipelago sono disabitati.

## Religione
Gli isolani seguirono le religioni indigene fino al 52 d.C., quando, in base alle credenze locali, l'apostolo Tommaso naufragò insieme a dei suoi seguaci sull'isola mentre era diretto verso l'India per evangelizzarla. Poi si suppone che con i rottami della nave fu costruita una chiesa dove furono battezzati molti socotresi. Dopo questo evento, il cristianesimo divenne la principale religione dell'isola. Gli isolani seguirono Nestorio, l'arcivescovo cattolico di Costantinopoli, in seguito scomunicato per eresia. Gli abitanti di Socotra rimasero fedeli ai suoi insegnamenti entrando nella Chiesa Assira. Durante il X secolo, il geografo arabo Abū Muḥammad al-Ḥasan al-Hamdānī registrò durante le sue visite che la maggior parte degli isolani erano cristiani. L'esploratore Marco Polo scrisse nel suo diario di viaggio: 
Il cristianesimo a Socotra declinò quando il Sultanato Mahra prese il potere nel XVI secolo e da allora l'isola divenne principalmente musulmana fino al momento in cui arrivarono i portoghesi sul finire di quel secolo.
Un'edizione del 1884 della rivista scientifica Nature scrive che la scomparsa di chiese e monumenti cristiani può essere spiegata da un'incursione wahhabita nell'isola nel 1800. Oggi gli unici resti del cristianesimo sono alcune incisioni a croce del I secolo d.C., alcune tombe cristiane e alcune rovine di chiese.

## Economia
L'economia dell'isola è basata sull'agricoltura e l'allevamento; i principali prodotti agricoli che vengono anche esportati sono il dattero, il ghi, il tabacco e il pesce, mentre per quanto riguarda l'allevamento si allevano bovini e capre; il turismo nonostante le grandissime potenzialità non è ancora sviluppato; sull'isola sono presenti soltanto cinque hotel, con pochi servizi e camere; il principale centro turistico è Hadibu, che ha svariati servizi come negozi, mercati, farmacie, cabine telefoniche, e persino luoghi di pubblico accesso alla rete, anche se non ci sono internet café e ospedali. Con l'apertura dell'aeroporto, molti yemeniti si sono trasferiti a Hadibu, e hanno aperto negozi contribuendo all'economia locale.

## Patrimonio dell'umanità
Nel 2008 l'UNESCO ha inserito l'arcipelago di Socotra tra i patrimoni dell'umanità. Per la precisione l'inserimento ha l'intenzione di sottolineare l'elevatissima biodiversità e le peculiarità endemiche presenti nell'arcipelago, sia dal punto di vista della flora sia della fauna.

## Trasporti
L'isola è servita dall'Aeroporto di Socotra che garantisce il collegamento con lo Yemen interno e gli altri Stati della penisola arabica. Il trasporto pubblico su Socotra è limitato a pochi minibus; noleggiare un'auto di solito significa noleggiare un'auto 4WD e un autista. I trasporti sono una questione delicata a Socotra poiché la costruzione di strade è considerata localmente dannosa per l'isola e il suo ecosistema. In particolare, i danni si sono verificati a causa dell'inquinamento chimico dovuto alla costruzione di strade, mentre nuove strade hanno provocato la frammentazione degli habitat.
L'unico porto di Socotra si trova a 5 km a est di Hadibu. Le navi collegano il porto con la città costiera yemenita di Mukalla. Secondo le informazioni dai porti, il viaggio dura 2-3 giorni e il servizio è utilizzato principalmente per le merci. Gli Emirati Arabi Uniti hanno finanziato la modernizzazione del porto di Socotra. Le società iraniane sono state notate da un cablogramma diplomatico statunitense del 2003 per aver completato diversi progetti nello Yemen, inclusa la costruzione della pista dell'aeroporto di Socotra.
Dopo che i cicloni hanno colpito Socotra nel novembre 2015, gli Emirati Arabi hanno istituito un sistema di illuminazione e hanno costruito una recinzione nell'aeroporto. Yemenia e Felix Airways hanno volato dall'aeroporto di Socotra a Sana'a e Aden via Riyan Airport. Nel marzo 2015, a causa della guerra civile in corso che coinvolge l'Air Force dell'Arabia Saudita, tutti i voli da e per Socotra sono stati cancellati. Tuttavia, durante il dispiegamento delle truppe degli Emirati e degli aiuti all'isola, sono stati effettuati più collegamenti aerei tra Abu Dhabi e Hadibu come parte dello sforzo degli Emirati per fornire ai residenti di Socotra l'accesso all'assistenza sanitaria gratuita e fornire opportunità di lavoro.

## Turismo
L'Aeroporto di Socotra è stato costruito nel 1999. Prima di questo modesto aeroporto, l'isola poteva essere raggiunta solo da una nave mercantile. Il periodo ideale per visitare Socotra va da ottobre ad aprile; i restanti mesi di solito hanno forti piogge monsoniche, che rendono difficile approdare per i turisti; anche i voli di solito vengono cancellati. Sull'isola mancano hotel ben consolidati, anche se ci sono alcune pensioni dove i viaggiatori possono soggiornare durante le loro brevi visite. A causa della guerra civile yemenita iniziata nel 2015, il turismo sull'isola di Socotra è stato colpito. L'isola ha ricevuto oltre 1 000 turisti ogni anno fino al 2014.
Nel maggio 2024, un gruppo di turisti italiani e di altre nazionalità, è stato bloccato sull'isola a causa della cancellazione del volo per via del maltempo. Lo stesso è stato ripristinato dopo circa 6 giorni, in seguito allo stabilizzarsi delle condizioni climatiche. 

## Lingua
La popolazione parla il soqotri, lingua appartenente al ceppo delle lingue sudarabiche moderne, e l'arabo.

## Galleria d'immagini

Altre immagini
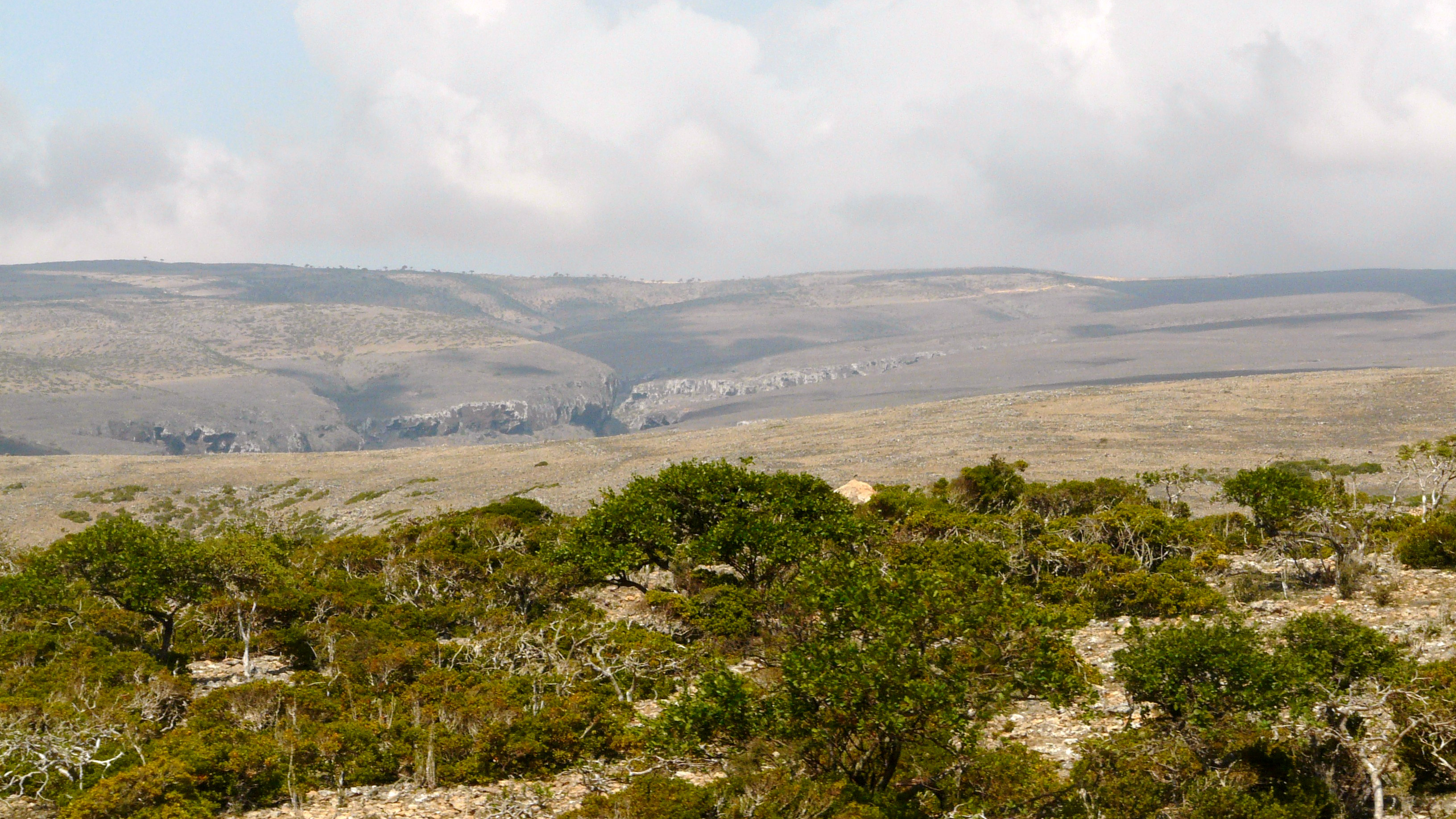
Dixam
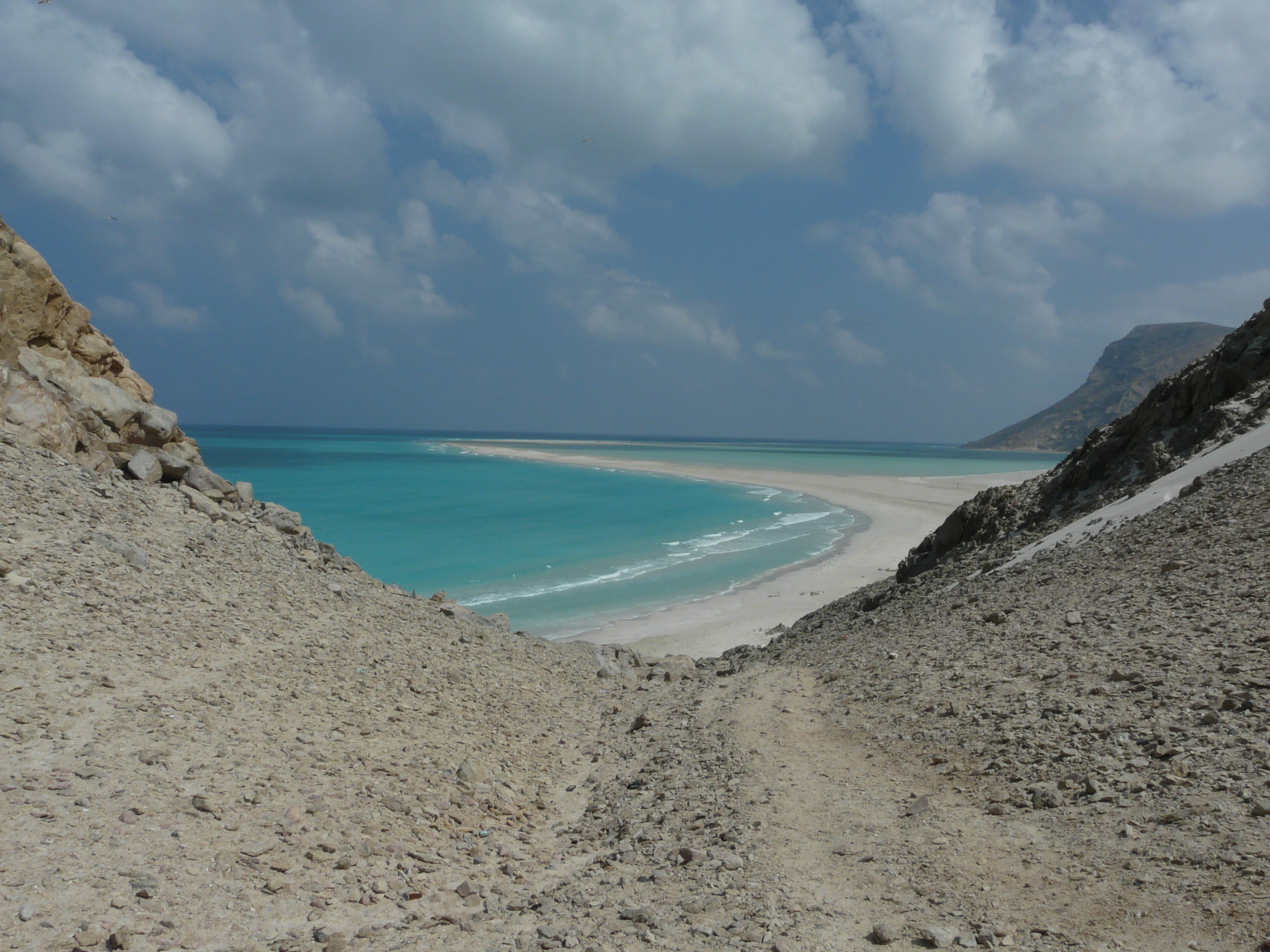
Qlinsia
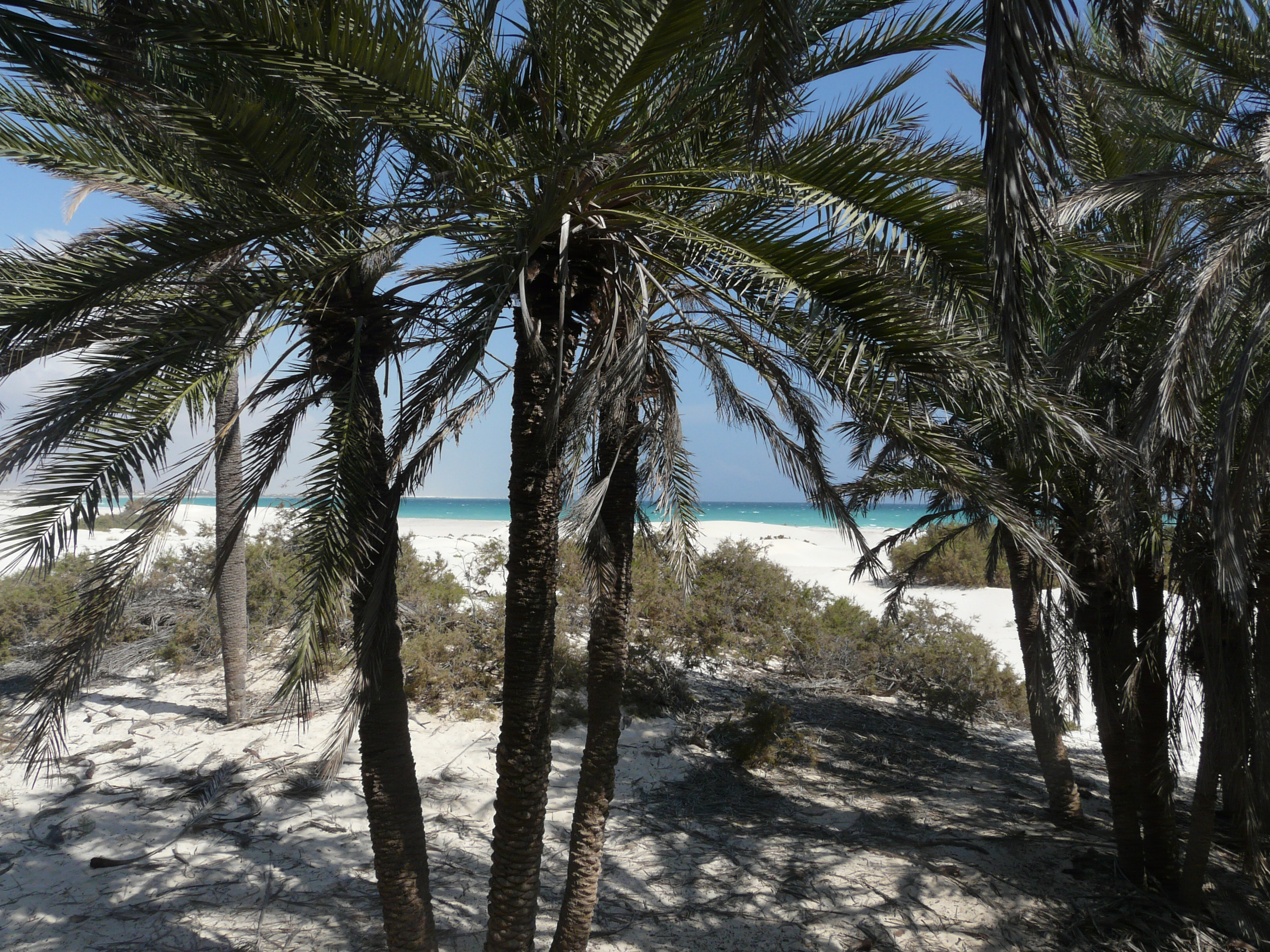
Nawjad
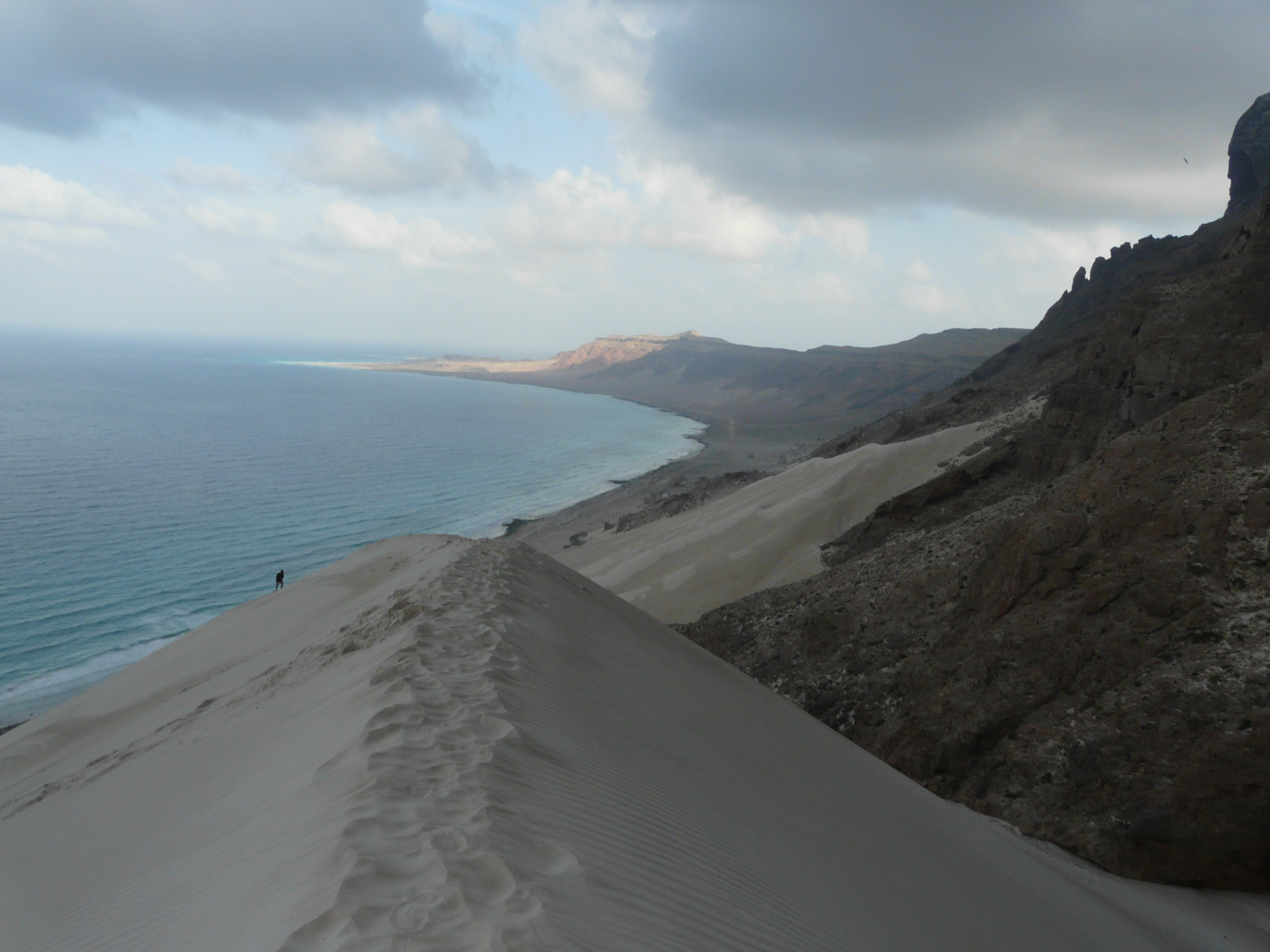
Ar'ar